# Josep Roca i Fontané
Josep Roca i Fontané (Girona, Catalunya, 1966) és el sommelier del restaurant El Celler de Can Roca.

## Reconeixements
- 2002: Segona estrella Michelin per El Celler de Can Roca.
- 2009: Tercera estrella Michelin per El Celler de Can Roca.[1] i 5a posició a la revista Magazine
- 2011: Segon millor restaurant del món per El Celler de Can Roca, de la revista Magazine.
- 2012: Segon millor restaurant del món per El Celler de Can Roca, de la revista Magazine.
- 2013: Millor restaurant del món per El Celler de Can Roca, de la revista Magazine.[2]
- 2022: Millor sommelier mundial, receptor del premi Beronia World’s Best Sommelier Award 2022, un dels reconeixements individuals en la gala The World's 50 Best Restaurants.[3]

## Publicacions
- Roca, Jordi; Roca, Joan; Roca, Josep. El Celler de Can Roca.  Grub Street, 2018. ISBN 978-1-911621-71-3.